# Деца и Сунце
Деца и сунце је четврти албум српског репера Марчела. Албум је изашао 2010. године. Марчело је овај албум издао са групом Филтери. Следеће године (2011), под истим насловом, изашло још једно издање овог албума, које садржи додак DVD са концерта у Дому омладине, под насловом „Жива страна медаље“.

## Списак нумера
Албум садржи следећих 14 песама:
1. Филтер: из претходних епизода
2. Тешка артиљерија
3. Кита
4. Синдром Пепељуге
5. Благословени сјеб
6. Мамица
7. Можда баш ти
8. Писмо ванземаљцу
9. Бубе
10. Испод
11. Одраслима
12. Костим
13. Такав да мирно спава
14. Сунце